# Zones d'aus endèmiques
Zones d'aus endèmiques (ZAE) - Endemic Bird Area (EBA) en anglès, és un programa de BirdLife International per la identificació, de zones importants per a la conservació d'aus basades en l'hàbitat, donat que contenen els hàbitats d'espècies d'ocells d'abast restringit (vegeu més avall la definició), i que són, per tant, endèmiques. Una EBA es forma quan les distribucions de dues o més espècies d'abast restringit es superposen. Amb aquesta directriu, es van identificar 218 EBA quan Birdlife International va establir el seu projecte de biodiversitat el 1987. Una EBA secundària comprèn l'abast d'una sola espècie d'abast restringit, o una àrea que només és l'àrea de reproducció parcial d'una espècie d'abast restringit.
Les EBA contenen al voltant del 93% de les espècies d'ocells d'abast restringit del món, a més de donar suport a moltes espècies més esteses. La meitat de les espècies d'abast restringit estan amenaçades o gairebé amenaçades, i l'altra meitat són especialment vulnerables a la pèrdua o degradació dels seus hàbitats, donada la petita mida de les seves àrees de distribució. La majoria de les EBA també són importants per a la conservació d'altres animals i de les plantes. Tot i que cobreixen menys del 5% de la superfície terrestre del món, la seva riquesa biològica les converteix en zones d'alta prioritat per a la conservació dels ecosistemes. L'hàbitat natural de la majoria de les EBA són boscos, especialment boscos tropicals de les terres baixes i boscos de boira montans, que sovint inclouen illes o serralades i que varien en mida des d'uns pocs quilòmetres quadrats fins a més de 100.000 km 2. Al voltant del 77% de les EBA es troben als tròpics i subtròpics.

## Espècies d'ocells d'abast restringit
Una espècie d'ocell d'abast restringit és un terme encunyat per BirdLife International juntament amb la identificació de les zones d'aus endèmiques. Es defineix com una espècie d'ocell terrestre (és a dir, s'exclouen els ocells marins ) que s'estima que ha tingut un rang de reproducció de no pas més de 50.000 km2 des de l'any 1800. Inclou els ocells que s'han extingit que compleixen el criteri de distribució. No inclou els ocells que, encara que actualment compleixin el criteri de distribució, històricament estaven més estesos (des del 1800).